# فرانك دبليو. بيرك
فرانك دبليو. بيرك (بالإنجليزية: Frank W. Burke)‏ هو محامي وسياسي أمريكي، ولد في 1 يونيو 1920 في الولايات المتحدة، وتوفي في 29 يونيو 2007 في نفس البلد. حزبياً، نشط في الحزب الديمقراطي. وقد انتخب عضو مجلس النواب الأمريكي.